# 19 شوال
- السبت
- الأحد
- الاثنين
- الثلاثاء
- الأربعاء
- الخميس
- الجمعة

- 2929 مارس 2025
- 130 مارس 2025
- 231 مارس 2025
- 31 أبريل 2025
- 42 أبريل 2025
- 53 أبريل 2025
- 64 أبريل 2025
- 75 أبريل 2025
- 86 أبريل 2025
- 97 أبريل 2025
- 108 أبريل 2025
- 119 أبريل 2025
- 1210 أبريل 2025
- 1311 أبريل 2025
- 1412 أبريل 2025
- 1513 أبريل 2025
- 1614 أبريل 2025
- 1715 أبريل 2025
- 1816 أبريل 2025
- 1917 أبريل 2025
- 2018 أبريل 2025
- 2119 أبريل 2025
- 2220 أبريل 2025
- 2321 أبريل 2025
- 2422 أبريل 2025
- 2523 أبريل 2025
- 2624 أبريل 2025
- 2725 أبريل 2025
- 2826 أبريل 2025
- 2927 أبريل 2025
- 3028 أبريل 2025
- 129 أبريل 2025
- 230 أبريل 2025
- 31 مايو 2025
- 42 مايو 2025

19 شوَّال أو 19 شوَّال المُکَرَّم أو 19 شوَّال المكرَّمة أو يوم 19 \ 10 (اليوم التاسع عشر من الشهر العاشر) هو اليوم الخامس والثمانون بعد المائتين (285) من أيَّام السنة (أو السادس والثمانون بعد المائتين لو كان شهر شعبان مُتممًا لليوم الثلاثين أو السابع والثمانون بعد المائتين لو أتم كلًا من صفر وربيع الآخر وجمادى الآخرة وشعبان ثلاثين يومًا) وفق التقويم الهجري القمري (العربي). يبقى بعده 69 أو 70 يومًا لانتهاء السنة.

## أحداث
- 179 هـ - الخليفة العباسي هارون الرشيد يأمر باعتقال الإمام موسى بن جعفر الكاظم بحجة الخوف من التشتيت بين الأمة الإسلامية وسفك الدماء بين المسلمين، وذلك بعد زيارة قبر الرسول محمد ومُفاخرة الرشيد والكاظم بنسبهما الشريف وأيهما أقرب رحمًا من الرسول، وظهور الإمام الكاظم على أنه أقرب نسبًا. (وفق بعض المصادر).
- 1339 هـ - انعقاد «مؤتمر القدس» والذي طالب بإلغاء الانتداب البريطاني على فلسطين وإعلان استقلالها.
- 1346 هـ - الحكومة التركية تتبنى قانونًا يفصل بين الدين والدولة بشكل تام، وتعلن تبني الدولة للعلمانية.
- 1377 هـ - الملك المغربي محمد الخامس بن يوسف يصدر ميثاقًا يعد فيه الشعب بإقامة مؤسسات دستورية بعدما وقع تمرد ضده بمساعدة فرنسا.
- 1384 هـ - اغتيال مالكوم إكس أو الحاج مالك شباز رئيس اتحاد الأفارقة الأمريكان والمتحدث الرسمي لحركة أمة الإسلام أثناء وجوده في قاعة المؤتمرات في مدينة نيويورك.
- 1394 هـ - العاهل الأردني الملك الحسين بن طلال يعلن في خطابه «أردنة المملكة»، ويؤكد أن تعديلات ستدخل على الدستور والمؤسسات، وأن الضفة الغربية لم تعد ضمن السيادة الأردنية.
- 1401 هـ - طائرتان إف - 14 توم كات أمريكيتان تسقطان طائرتين ليبيتين من طراز سوخوي سو-17 في خليج سرت قبالة السواحل الليبية وهي الحادثة التي عرفت باسم حادثة خليج سرت.
- 1420 هـ - الشرطة الإسرائيلية تمنع شاحنتين محملتين بمواد أولية تحتاجهما أعمال الترميم الجارية في المسجد الأقصى من الدخول إلى المسجد.
- 1424 هـ - قوات الاحتلال الأمريكي تعتقل الرئيس العراقي صدام حسين الذي كان مختبئًا قرب مسقط رأسه بتكريت، وتبث صورًا مهينة له، وذلك بعد احتلالها العراق في 17 محرم 1424هـ.
- 1425 هـ - إشهار 6 من زعماء القبائل في جمهورية الكونغو الديمقراطية إسلامهم بالعاصمة الليبية «طرابلس» بحضور عدد من الشخصيات الإسلامية المشاركة في المؤتمر العام السابع للدعوة الإسلامية الذي انعقد بليبيا.
- 1433 هـ - انفجار ترسانة أفيون قره حصار في تركيا.
- 1440 هـ - الحرس الثوري الإيراني يُسقط طائرة استطلاع عسكرية أمريكية مسيرة في منطقة مضيق هرمز، والجيش الأمريكي يصف إسقاط الطائرة بأنه «غير مبرّر»، والإدارة الأمريكية تُعلن أنها تبحث سبل الرد.

## مواليد
- 1355 هـ - محمد نوح، موسيقي مصري.
- 1383 هـ - هشام بن عبد الله، أمير علوي من الأسرة المالكة في المغرب.
- 1409 هـ - عادل تاعرابت، لاعب كرة قدم مغربي.

## وفيات
- 1365 هـ - مولاي محمد، الابن البكر للسلطان المغربي الحسن الأول.
- 1384 هـ - مالكوم إكس أو الحاج مالك شباز رئيس اتحاد الأفارقة الأمريكان والمتحدث الرسمي لحركة أمة الإسلام.
- 1400 هـ - محمد الفحام، عالم مسلم وإمام الجامع الأزهر.
- 1412 هـ - بدر الدين جمجوم، ممثل كوميدي مصري.
- 1416 هـ - محمد الغزالي، عالم دين ومفكر إسلامي مصري.
- 1422 هـ - محمد العلي، ممثل سعودي.
- 1426 هـ - منوتشهر آتشي، شاعر وكاتب صحفي إيراني.
- 1428 هـ - حميد مراد، ممثل بحريني.
- 1431 هـ - أحمد ماهر، وزير خارجية مصر.
- 1438 هـ - عبد الرحمن بن عبد العزيز آل سعود، أمير سعودي.
- 1439 هـ - عبد الوهاب الشيخ خليل، شاعر سوري.
- 1443 هـ - مظفر النواب، شاعر عراقي.

## وصلات خارجية
- موقع قصة الإسلام: حدث في شهر شوَّال.